# Carl Wilhelm Siemens
Carl Wilhelm Siemens (na Inglaterra denominava-se Charles William Siemens e depois de ser nomeado cavaleiro em 1883 Sir William Siemens; Lenthe, Hannover, 4 de abril de 1823 – Londres, 19 de novembro de 1883) foi um inventor, engenheiro e industrial alemão da família Siemens, que obteve em 1859 a cidadania britânica. Foi um dos irmãos de Werner von Siemens e construiu a filial inglesa da firma Siemens & Halske.

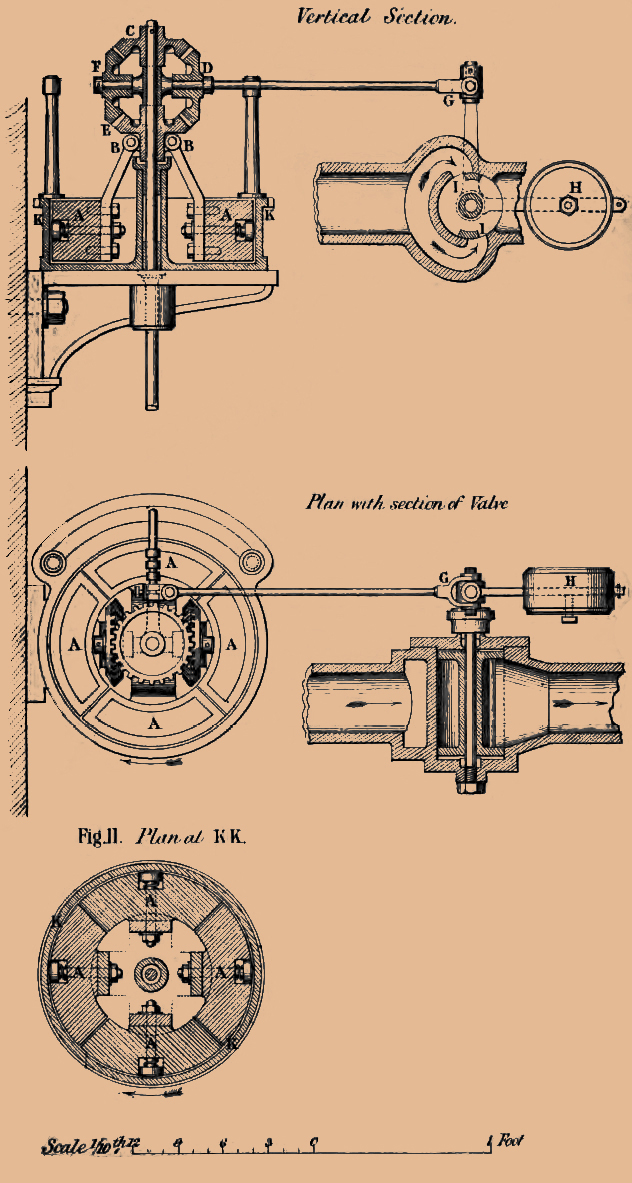
Regulador cronométrico dos Irmãos Siemens, versão melhorada

## Vida
Filho de Christian Ferdinand Siemens do antigo ramo Siemens de Goslar. Sua formação acadêmica iniciou — como a de seu irmão Werner — no Katharineum zu Lübeck, e continuou em Magdeburgo, onde morou com seu irmão, que era lá oficial da artilharia e lhe ensinou matemática, e completou sua formação em um ano de estudo na Universidade de Göttingen com seu cunhado, o professor de física August Friedrich Karl Himly.
Em 1850 assumiu a agência de vendas de Londres da Empresa de Telegrafia Siemens & Halske, fundada em 1847 em Berlim por Werner von Siemens. A partir de 1858 a firma londrina passou a ser denominada primeiramente como Siemens, Halske & Co, a partir de 1865 como Siemens Brothers & Co.
Em 1862 foi eleito membro da Royal Society e mais tarde presidente da Institution of Mechanical Engineers (1872–1873), da Society of Telegraph Engineers (1872, 1878), do Iron and Steel Institute (1877) e da Associação Britânica para o Avanço da Ciência (1882). Recebeu doutorados honorários da Universidade de Oxford, Universidade de Glasgow, Universidade de Dublin e Universidade de Würzburgo.
Apresentou a Bakerian Lecture de 1871.
Está sepultado no Cemitério de Kensal Green.